# Aït Tizi
Aït Tizi (în arabă آيت تيزي) este o comună din provincia Sétif, Algeria.
Populația comunei este de 6.983 de locuitori (2008).